# Ece Yüksel
Ece Yüksel (* 6. Oktober 1997 in Istanbul) ist eine türkische Schauspielerin. Bekannt wurde sie in Kız Kardeşler und Aşk 101.

## Leben und Karriere
Yüksel wurde am 6. Oktober 1997 in Istanbul geboren. Sie studierte an der Kadir Has Üniversitesi. 2014 setzte sie ihr Studium an der Erasmus-Universität Rotterdam fort. Ihr Debüt gab sie 2008 in der Fernsehserie Bıçak Sırtı. Anschließend spielte sie 2010 in dem Kinofilm Av Mevsimi mit. Ihren Durchbruch hatte sie 2015 in Nefesim Kesilene Kadar. 2021 spielte sie in der Netflixserie Aşk 101 die Hauptrolle. Im selben Jahr trat Yüksel in Yargı auf.

## Filmografie
- 2008: Bıçak Sırtı
- 2010: Av Mevsimi[3][4]
- 2013: Çekmeceler[3]
- 2015: Nefesim Kesilene Kadar[3][5]
- 2015: Davetsiz Misafir[6]
- 2019: Kız Kardeşler
- 2021: Yargı
- 2021: Aşk 101
- 2022: Three Thousand Years of Longing

## Auszeichnungen
- 22. Altın Koza Film Festivali[7][8]
- 19. Uçan Süpürge Uluslararası Kadın Filmleri Festivali[9]
- 21. Sadri Alışık Tiyatro ve Sinema Oyuncu Ödülleri[10]